# خارکوفکا
خارکوفکا (به لاتین: Kharkovka) یک منطقهٔ مسکونی در روسیه است که در استان آمور واقع شده‌است.